# 2919 Dali
2919 Dali је астероид главног астероидног појаса са средњом удаљеношћу од Сунца која износи 3,141 астрономских јединица (АЈ).
Апсолутна магнитуда астероида је 11,6.